# Orde de Leopold

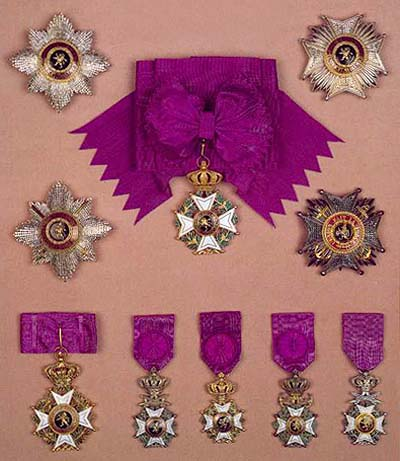
Part superior: Estrelles Gran Cordó (divisions civil i militar –esquerra-), banda de Gran Cordó (mig), plaques de Gran Oficial – divisions civil i marítima (dreta). Part inferior: Creu de Comandant (divisió civil), creu d'Oficial (militar), creu d'Oficial (civil), creu d'Oficial (marítima), creu de Cavaller (militar). Cortesia de la Société de l'Ordre de Léopold)

L'orde de Leopold (en neerlandès: Leopoldsorde, en francès: Ordre de Léopold) és un dels tres ordes de cavalleria actualment vigents a Bèlgica. És l'orde militar i civil més important de Bèlgica, constituït l'11 de juliol de 1832 amb el nom del rei Leopold I de Bèlgica. Aquesta condecoració, impulsada pel ministre belga Félix de Mérode, compta amb tres categories: civil, militar i marítima. La divisió marítima només és atorgada a personal de la marina mercant, i la divisió militar només als militars. És atorgada per l'extrema valentia en combat o pel servei meritori d'immens benefici per a la nació belga. És atorgada mitjançant Reial Decret.
Durant la Segona Guerra Mundial, l'orde de Leopold va ser atorgada a diversos oficials d'exèrcits estrangers que van col·laborar a l'alliberament de Bèlgica de l'ocupació de les tropes alemanyes. Entre els receptors trobem a Brand Whitlock, George S. Patton, Bernard Montgomery, Dwight Eisenhower i Wesley Clark. Posteriorment seria atorgada a Karel Bossart el 1962 i a Josip Broz Tito el 1970.
Només pot ser atorgada pel Rei dels Belgues i, anualment, hi ha dos dies en què el rei habitualment la concedeix, el 8 d'abril (aniversari del rei Albert II i el 15 de novembre (Dia de la Dinastia Belga). Per rebre-la s'ha de tenir un mínim de 42 anys, excepte en la divisió militar.

## Graus
Hi ha cinc graus:
 Gran cordó (Grootlint/Grand Cordon), que porta la insígnia en un collar o en una banda sobre l'espatlla dreta, a més de l'estrella al costat esquerre del pit.
 Gran oficial (Grootofficier/Grand Officer), que porta la insígnia penjant del coll, a més d'una estrella al costat esquerre del pit.
 Commanador (Commandeur/Commandeur), que porta la insígnia penjant del coll.
 Oficial (Officier/Officier), que porta la insígnia penjant d'un galó amb una roseta al costat esquerre del pit.
 Cavaller (Ridder/Chevalier), que porta la insígnia penjant d'un galó al costat esquerre del pit.
Les 5 classes tenen 3 divisions (civil, militar i marítima).
Només el rei dels belgues pot atorgar l'orde i a rebre el títol de Gran Mestre (Grootmeester). El Gran Cordó està reservat en general per a membres de famílies reials nacionals i estrangers, caps d'estat, ministres superiors belgues i antics Primers Ministres, generals de 3 estrelles i alguns funcionaris superiors civils.

## La insígnia
El collar de l'orde és d'or, amb 9 corones, 9 monogrames "LR" (per "Leopoldus Rex") i 18 lleons.
La insígnia de l'orde és una creu de Malta en esmalt blanc, en plata per la classe Cavaller i d'or per a la resta, amb una corona de fulles de llorer i de roure entre els braços de la creu. El disc central de l'anvers mostra un lleó daurat sobre esmalt negre; mentre que al revers apareix el monograma "LR". Ambdós discs estan envoltats d'un anell en esmalt vermell amb el lema «La unió fa la força», en neerlandès a la part superior (Eendracht maakt macht) i en francès a la inferior ( L'union fait la force ). La creu està coronada per una corona reial, que pot tenir espases creuades (divisió militar) o àncores creuades (divisió naval) a sota.
La placa de l'orde és una estrella de 8 puntes per a la classe Gran Cordó, i una creu de Malta amb raigs entre els braços per a la classe Gran Oficial. El disc central mostra un lleó daurat sobre esmalt negre; envoltat d'un anell en esmalt vermell amb el lema «La unió fa la força». Segons la divisió també pot tenir creuades àncores o espases.
El galó de l'orde habitualment és morat; però si l'orde va ser atorgada en circumstàncies especials, el galó de les classes Cavaller i Oficial pot mostrar les següents variacions:
- S'afegeixen espases creuades al galó quan és atorgat en temps de guerra (si va ser atorgat durant la Segona Guerra Mundial o durant la Guerra de Corea s'afegeix una barra indicant el nom de la guerra.
- El galó té una vora vertical daurada als costats quan és atorgat per una acció de valentia en temps de guerra.
- El galó té una franja vertical daurada al centre quan és atorgada per una acció de valentia excepcional en temps de guerra
- El galó té una estrella platejada quan és atorgada per meritoris actes de caritat
- El galó té una estrella daurada quan el receptor ha estat mencionat als despatxos a nivell nacional
- El galó té una palma daurada o platejada quan és atorgada en temps de guerra al personal militar

Estrelles, franges i vores poden ser atorgades conjuntament, però aquestes actualment són rares.
Originàriament el galó era vermell.
Des de 1921, les insígnies que no són atorgades en temps de guerra han de ser adquirides pel receptor.

## Condicions per rebre-la

### Condicions actuals de recepció dels ordes nacionals belgues
Els ordes nacionals són atorgats mitjançant un Reial Decret en dates fixades: el 8 d'abril (aniversari del rei Albert I), el 15 de novembre (Festa del Rei) i, en alguns casos, el 21 de juliol (Dia Nacional Belga), per tal de recompensar els serveis meritoris fets a benefici del Regne de Bèlgica, basant-se en la carrera i l'edat del receptor. Diversos reglaments governen la concessió dels Ordes Nacionals pels diversos ministeris. A més, els ordes nacionals poden ser atorgats pel Rei per fites especialment meritòries. Els Reials Decrets són publicats al diari oficial de Bèlgica, el Moniteur Belge.
El ministre d'afers exteriors administra els ordes nacionals i té una funció de conseller en els casos que no s'ajustin als reglaments.
Per a la concessió dels Ordes Nacionals a les persones a les quals no s'aplica el reglament, o aquest ha estat adaptat, la quantitat de concessions està limitat anualment per decisió del Consell de Ministres.
Les classes dels Ordes Nacionals estan integrats en una "jerarquia combinada" definida per llei, motiu pel qual una classe de l'Orde de Leopold és superior a l'orde de la Corona, que alhora és superior a l'Orde de Leopold II. Llevat d'alguns casos específics, hom no pot rebre un orde nacional a un nivell per sota del superior que el receptor ja tingui (per exemple, un oficial que esdevingui Comandant de l'orde de Leopold II per servei meritori personal al Rei abans d'esdevenir Cavaller de l'orde de Leopold, no pot rebre l'orde de Leopold en els rangs de Cavaller o Oficial).
Aquelles persones que siguin subjecte a un procediment criminal no poden rebre un orde nacional fins que no hagin estat declarades com a no culpables.

### Condicions de concessió al personal militar
L'Orde de Leopold pot ser atorgada al personal militar basant-se en el seu temps de servei (amb els anys d'entrenament comptant només la meitat):
- Gran Oficial: atorgat als tinents generals amb 2 anys d'antiguitat;
- Comandant: atorgat després de 32 anys de servei meritori a un oficial de camp, amb rang mínim de general.
- Oficial: atorgat després de 28 anys de servei meritori a un oficial de camp
- Cavaller: atorgat després de 20 anys de servei meritori a un oficial, amb rang mínim de capità, o després de 40 anys de servei meritori a un sots-oficial

Per a les concessions al personal militar no hi ha cap requeriment d'edat mínima.
A vegades, l'orde pot ser atorgat a personal militar fora dels requisits previs quan han realitzar un servei meritori al Rei.

### Condicions de concessió de la divisió naval
La divisió naval només es concedeix a membres de la marina mercant (els membres de la Marina belga reben la divisió militar). Gairebé mai no s'atorga.

### Condicions de concessió per al Servei Civil Longeu
La Creu de Cavaller pot ser atorgada a treballadors del sector privat o empleats del sector públic després de 25 anys d'activitat professional.
També pot ser atorgada als membres dels comitès nacionals o provincials per la promoció del treball, amb un mínim de 42 anys i que hagin servit 20 anys al comitè nacional o 30 al comitè provincial.

## L'associació de l'orde de Leopold
Fundada el 1932, en ocasió del centenari de la creació de l'orde com a "Société d'entraide des membres de l'Ordre de Léopold" / "Vereniging tot onderlinge hulp aan de leden van de Leopoldsorde" (Societat d'ajuda mútua pels membres de l'orde de Leopold) és una associació sense afany de lucre que té com a objectiu el manteniment del prestigi de la màxima distinció del país i l'assistència moral i material entre els membres, receptors de l'orde, que s'hagin unit voluntàriament a l'associació.
La seu està a Brussel·les, i entre els seus membres hi ha ministres, parlamentaris o generals.